# Маданско рудно поле
Маданското рудно поле е металогенна единица, която включва оловно-цинкови находища, образувани в южната част на Централнородопската рудна зона. Находищата са над 30 и са разпределени в 6 разломни района. По-големи находища са „Голям Палас“, „Рибница“, „Шахоница“ и други. Промишлено значение имат оловото и цинкът, а второстепенно имат медта, среброто, кадмият и други. Находищата в Маданското рудно поле се експлоатират от минно-металургичния комбинат „Горубсо“ до неговата ликвидация.